# Дашковский сельский совет (Кобелякский район)
Дашковский сельский совет (укр. Дашківська сільська рада) — входит в состав
Кобелякского района
Полтавской области
Украины.
Административный центр сельского совета находится в 
с. Дашковка.

## Населённые пункты совета
- с. Дашковка
- с. Григоровка
- с. Ревущино
- с. Твердохлебы
- с. Шевченки